# Слатина (област Монтана)
Вижте пояснителната страница за други значения на Слатина.
Сла̀тина е село в Северозападна България. То се намира в община Берковица, област Монтана.
Селото се намира в котловина. От центъра на селото има прекрасен изглед към връх Тодорини кукли.
Над селото е построена пречиствателна станция към прилежащия язовир „Среченска бара“.
В съседство граничи със селата Драганица и Ягодово.
На около 5 км се намира един от най-старите манастири в България, Клисурския манастир. До него се стига по асфалтов път през другото съседно село Среческа бара.

## История
6 май – Гергьовден – празник на село Слатина. Най-голямото мероприятие е събирането на хора от всички краища на страната на 6 май (Гергъовден) по повод събора на селото. Във всяка къща се коли агне и се пече в пещ.

## Други
В селото, на левия бряг на реката, се намират два минерални извора, каптирани в чешми. Температурата е съответно 18,2 и 16 градуса. Общ дебит – 1,6 л/сек. Водата е с алкална реакция, сулфатна, натриева, с минерализация – 0,35 гр/л. Съдържа волфрам, германий и арсен. Подходяща за лечение. Идентична с тази в село Бързия.

В центъра е построен пенсионерският клуб в който се събират възрастните и кметският наместник. В селото има много проблеми с канализациятя и за това селяните нямат често вода през лятото. Но да не забравяме най-важното – природата, чистия въздух, красотата. Селото е прекрасно място за почивка.